# Ахейский союз

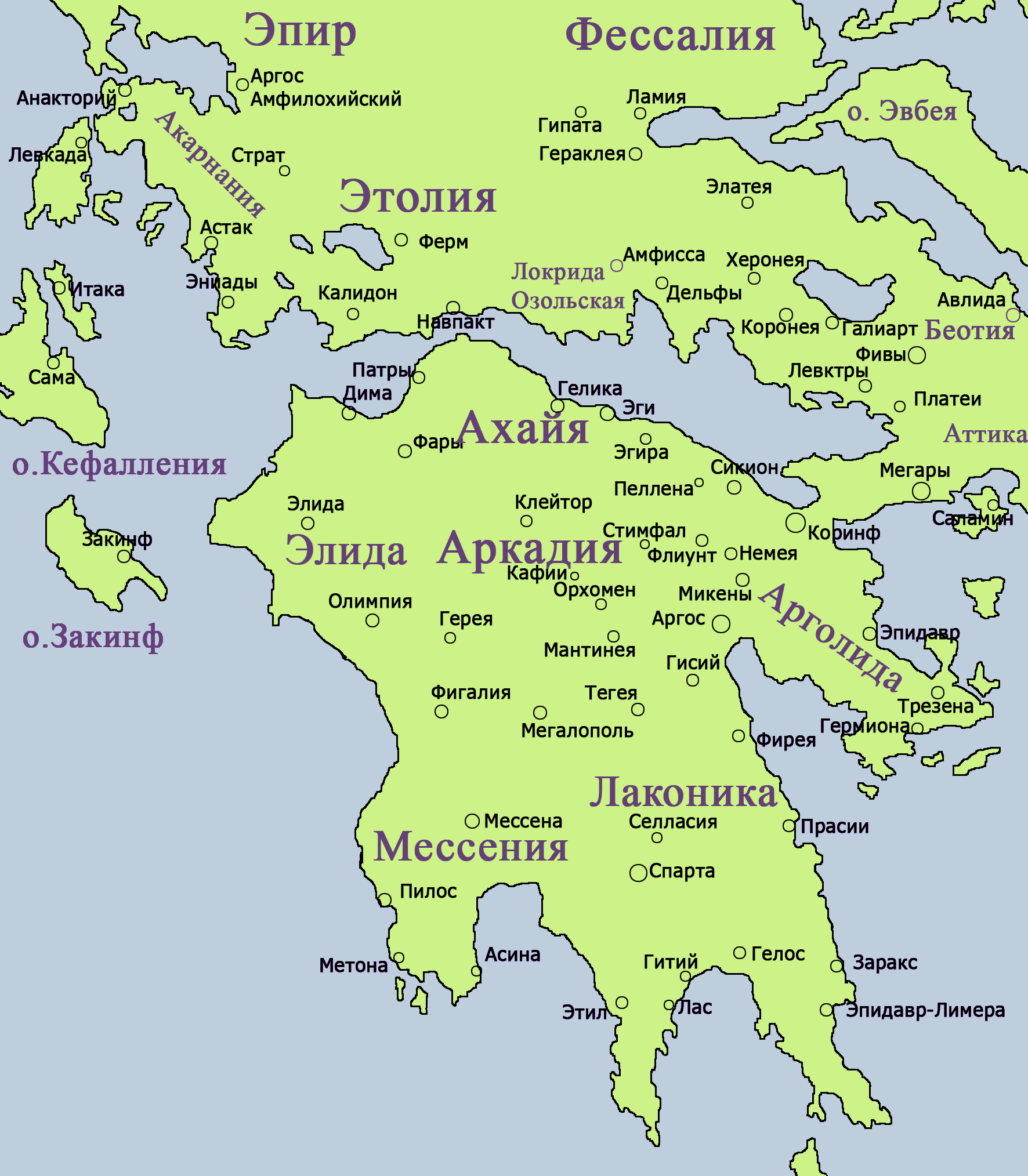
Пелопоннес и Средняя Греция

Ахейский союз (др.-греч. Ἀχαϊκὴ Συμμαχία, Ἀχαϊκὴ Συμπολιτεία, официальное название — др.-греч. τὸ κοινὸν τῶν Ἀχαιῶν) — военно-политическое объединение городов Древней Греции на полуострове Пелопоннес. Существовал с периода возрождения старого племенного союза ахейских городов в 279 году до н. э. до завоевания Римом в 146 году до н. э.

## Предпосылки образования Ахейского союза
К моменту образования Ахейского союза Древняя Греция пребывала в состоянии кризиса и находилась в состоянии раздробленности, обессиленная постоянными столкновениями полисов и вторжениями извне во времена войн диадохов. Так, Мегара пребывала в запустении после разграбления сначала Деметрием Полиоркетом, а затем Антигоном II Гонатом, сильно пострадали Аргос и ахейские Патры. Наиболее активная и инициативная часть населения Балканской Греции по-прежнему уезжала на Восток. В итоге многие области Эллады переживали хозяйственный и политический кризис, но Древняя Греция продолжала оставаться территорией, из-за обладания которой шла борьба между сильнейшими эллинистическими государствами. Небольшие полисы всё более чувствовали свою беспомощность по отношению к крупным эллинистическим монархиям и стремились к политическому объединению.
Другим аспектом кризиса полиса стало то, что от внутреннего единства и взаимной сплочённости граждан полиса, которым характеризовались греческие государства несколькими веками ранее, в III веке до н. э. не осталось почти ничего. Появилось значительное имущественное расслоение населения, когда основная часть населения была нищей, а богатство концентрировалось в руках нескольких богачей. Плутарх так характеризует положение в Спарте:

Сильные стали наживаться безо всякого удержу, оттесняя прямых наследников, и скоро богатство собралось в руках немногих, а государством завладела бедность… Спартиатов было не более семисот, да и среди тех лишь около ста владели землёй и наследственным имуществом, а все остальные нищею и жалкою толпой сидели в городе, вяло и неохотно поднимаясь на защиту Лакедемона от врагов, но в постоянной готовности воспользоваться любым случаем для переворота и изменения существующих порядков.
Одновременно начали размываться политические границы между полисами. Опустение Греции, предоставление гражданских прав метэкам, взаимное недоверие граждан друг другу привели к расширению межполисных контактов. Широко распространялась изополитейя (обмен гражданством между полисами) и приглашение судей из других полисов для судебных процессов внутри своего государства. В III веке до н. э. среди зажиточных граждан Греции оформилось понимание, что автономия и стабильность полиса может быть гарантирована только при поддержке извне или при существовании крупного государственного образования.
Все эти тенденции и привели к созданию Ахейского союза.

## Политическая организация Ахейского союза
В отличие от симмахий — военных союзов классического периода Эллады — в Ахейском союзе не было центрального полиса-гегемона, как, например, в Пелопоннесском или Делосском союзах. В полисах сохранялись прежние порядки и учреждения. Центром Союза, по крайней мере до 188 года до н. э., являлся город Эгион. Верховными союзными органами были синклит (др.-греч. σιγκλητος) и синод (др.-греч. σινοδος) — собрание членов Союза, в которых могли участвовать все граждане союзных городов, достигшие 30-летнего возраста. Синод созывался регулярно, два раза в год. На нём происходили выборы должностных лиц и рассматривались текущие дела. Синклит собирался только в экстренных случаях, когда требовалось решать особо важные вопросы. Кроме того, делами Союза заведовал Союзный совет (др.-греч. βουλη), о котором упоминания встречаются редко, так что среди историков нет единства мнений о его деятельности, избрании и составе членов.
Исполнительная власть в Союзе делилась между несколькими выборными должностными лицами, среди которых особенно велика была роль стратега. Стратег ведал дипломатией и внешней политикой, председательствовал на Союзных собраниях, хранил государственную печать. Его именем обозначался год в ахейском календаре. Первое время также избирались секретарь и 2 стратега, позднее — с 256 года до н. э. — только один стратег. Вторичное избрание в стратеги было возможным не раньше как по истечении годичного промежутка времени. В случае гибели стратега до истечения срока его должности на его место заступал предыдущий стратег. Авторитет стратега был столь высок, что известно только о двух случаях, когда большая часть Союзного собрания выступила против мнения стратега.
Синод, синклит и должностные лица руководили общими делами Союза. Они решали вопросы войны и мира, организации армии и флота, ведали финансами, приёмом новых членов, разрешали конфликты между полисами. Входившие в Союз города имели единую систему мер и веса. Союз чеканил свою монету. Каждый полис был обязан вносить в общую казну взнос и поставлять определённый контингент войск. В Ахейском союзе существовала созданная изначально коллегия дамиургов, включавшая по одному представителю от каждого полиса, для решения повседневных дел. Ежегодно избиралось 10 дамиургов, которые являлись совещательным органом при стратеге и вместе с ним были высшими магистратами.
С ростом состава и территории Союза участие в его руководстве всех (или хотя бы большинства) граждан входивших в него полисов всё более затруднялось, и демократические принципы организации постепенно становились фикцией. Руководство Союзом, по существу, перешло в руки верхнего слоя наиболее состоятельных граждан — тех, кто имел возможность приехать на собрание и из кого избирались стратеги, члены совета и дамиурги.
Общины делали взносы в общую казну (др.-греч. εισφοραι), размер которой определялся Союзным собранием. Отказ от взноса расценивался как попытка отпадения от Союза. Другим обязательством полисов было выставлять определённые контингенты в общую армию. Кроме того, Союз располагал наёмным войском, набор и содержание которого находились в ведении Союзного собрания. Единство политической организации Ахейского союза выражалось также в том, что все его граждане носили имя ахейцев независимо от происхождения: ахеец из Аргоса, ахеец из Орхомена и др..
Стратег Союза был главой исполнительной власти и избирался каждый год Союзным собранием. На эту должность по закону допускалось избираться неоднократно, но не два раза подряд. Закон был нарушен ради Филопемена, и его стратегия после 189/188 годов до н. э. была продлена. Стратег опирался в своём управлении на богатые классы союзных городов и имел больше полномочий, чем главы исполнительной власти полисов в классические времена. Уже Арат и Филопемен в течение значительного времени были почти негласными правителями Союза, а в 147/146 годах до н. э. стратег Критолай провел в народном собрании закон, чтобы стратеги наделялись практически монархическими полномочиями.
Стратег должен был выполнять решения синодов и синклитов, отчитываться о своих действиях и запрашивать мнение Союзного собрания по особо важным вопросам. Он был обязан также считаться с мнением дамиургов.
Часть полномочий стратега делилась между гиппархом — военачальником конницы, и навархом — военачальником флота. В обязанности гиппарха входили обучение кавалерии и командование ею (а также пехотой) во время войны, а также некоторые дипломатические функции. Гиппарх считался вторым человеком после стратега, а эта должность считалась ступенькой перед высшим постом. Ввиду невысокой значимости ахейского флота наварх не имел такого же политического и военного влияния как гиппарх. Кроме этого упоминается и должность «секретаря ахейцев» (др.-греч. γραμματευς τοις Αχαιοις), роль которого до 255 года до н. э. была довольно высока, но затем более не упоминается. Наконец, в число должностных лиц входили казначей (др.-греч. ταμιας) и номографы. Число последних составляло 25 человек, и в их обязанности входило редактирование и составление постановлений Союзного собрания, имевших силу закона, а также составление текстов сакральных законов.
Несмотря на то, что Союз назывался Ахейским, решающая роль в его политике принадлежала не маленьким ахейским городам, а крупным — Сикиону, Аргосу, Мегалополю. Если в Клеоменову войну Клеомену сдавались даже непосредственно ахейские города, то в Мегалополе и Стимфале спартанский царь никогда не находил своих сторонников. Только пять стратегов (Архон и Ксенарх из Эгиры, Эперат из Фар, Ксенон из Патр, Калликрат из Леонтия) происходили из собственно Ахайи, остальные стратеги, внёсшие наибольший вклад в деятельность Союза (Арат, Филопемен и др.), были родом из других полисов, присоединившихся к ахейцам.
Города входили в состав Союза как добровольно, так и чаще всего силой оружия. Часто ахейцы прибегали к соглашению с одной из политических партий. В некоторых городах (например, в Мантинее) устанавливались ахейские гарнизоны, в других (Пеллена, Кинефа) начальником местного гарнизона избиралось ахейское должностное лицо, в третьих — поселялись ахейские колонисты или граждане других городов, дружественно настроенных к Союзу. Вхождение полиса в состав Союза оформлялось в виде равноправного договора двух сторон. В Гамарионе — священном месте Ахейского союза — при вхождении полиса после клятвы обеих сторон соблюдать договор и ратификации договора Союзным собранием устанавливалась особая стела, на которой записывались условия членства.
Вхождение в состав Союза не лишало полис государственного суверенитета. Полисы продолжали издавать свои внутренние законы и самостоятельно рассматривали внутренние судебные процессы; ополчениями полисов командовали местные командиры. Полисы даже имели право самостоятельно набирать отряды наёмников для самообороны.
Верность городов контролировалась гарнизонами, поощрением сторонников и репрессиями противников ахейцев. При более трудных обстоятельствах от полиса отторгались принадлежавшие ему общины, которые возводились в ранг отдельных городов и получали голос в Союзном собрании, политически приравниваясь к крупным полисам. Так ахейцы поступили, например, с Мессеной, Мегалополем и Мантинеей. Этим обеспечивалось единство Союза и верность ему его новых членов.

## Вооружённые силы Ахейского союза
Для поддержания целостности и независимости Союза была необходима значительная, более или менее профессиональная армия и немалые средства на её вооружение и содержание (даже если она формировалась из граждан Союза). Ахейцы частично покрывали эти расходы за счёт денег, поступавших от Птолемеев, стремившихся таким путём оказать влияние на положение в Греции. Некоторые военные экспедиции стратега Арата носили грабительский характер для пополнения казны.
В мирное время Союз содержал лишь небольшое наёмное войско и войско «эпилектов» (др.-греч. ἐπίλεκτοι, «отборные»), являвшихся регулярной армией (около 3 тысяч пехотинцев и 300 всадников) и существовавших постоянно в отличие от ополченцев, набираемых от случая к случаю. Эпилекты являлись войсками быстрого реагирования, охраняли границы и несли гарнизонную службу. Командовал эпилектами либо стратег, либо назначенный им военачальник, не обязательно член Союза. В 217 году до н. э. Союзное собрание постановило, что третья часть корпуса эпилектов должна состоять из аргивян и мегалополитов, то есть граждан двух крупнейших полисов организации. Кроме того, ахейская армия не могла обойтись без наёмников. Например, в 217 году до н. э. в ахейской армии было 8,5 тысяч наёмников.
Ахейцы вели военные действия почти исключительно на территории Пелопоннеса, поэтому всенародное ополчение созывалось обычно лишь в тех случаях, когда предстояло нанести решающий удар противнику (например, совершить поход в Лаконию), или, наоборот, над самим Ахейским союзом назревала серьёзная угроза. В ополчение были обязаны явиться, получив приказ, все граждане в боеспособном возрасте. Решение о созыве всеобщего гражданского ополчения принималось обычно Союзным собранием, но это мог сделать и главнокомандующий войсками Союза, каковым с 224 по 200 год до н. э. был царь Македонии, и выборный глава Союза — стратег. Ополчением каждого полиса командовали местные начальники (др.-греч. αποτελειοι), один для пехоты и один для конницы. Именно они получали приказ стратега о выступлении в поход и вели вооружённых граждан в указанное стратегом место. Иногда, если позволяли обстоятельства, в ополчении участвовали граждане лишь одного или нескольких полисов, ближайших к театру военных действий.
Основу ахейской армии составляла фаланга из гоплитов или т. н. «панцирных воинов» (др.-греч. θωρακιται). Существовала лёгкая пехота, например, пращники из Ахайи. Из зажиточных граждан формировалась конница, часть которой также составляли наёмники. Во главе кавалерии стоял гиппарх. Охранял берега Ахайи и участвовал в редких наступательных морских операциях немногочисленный ахейский флот из нескольких десятков военных кораблей, начало которому положили захваченные вместе с Коринфом македонские суда.
Главное значение имели сухопутные войска. После присоединения к Союзу Аргоса и Мегалополя ахейцы могли выставить на поле боя до 20 тысяч воинов, но вплоть до последнего десятилетия III века до н. э., ахейская армия с трудом противостояла в борьбе с серьёзными противниками. Военное дело в государстве ахейцев вплоть до реформ Филопемена было весьма запущено. Если все лучшие армии эллинистического мира были организованы и вооружены по македонскому образцу, то ахейцы были вооружены устаревшим оружием, ахейская фаланга была недостаточно сомкнутой и манёвренной. Только воины Мегалополя в 224 году до н. э. получили македонское оружие и македонскую выучку. Вдобавок усиливалось пренебрежение к дисциплине и вообще к военной службе, типичное для эпохи кризиса полиса, особенно среди богатых граждан, которые служили в кавалерии. Союзное правительство долгое время вообще не заботилось об унификации вооружения, военного строя и об организации взаимодействия контингентов союзного ополчения. Одним из причин такого пренебрежения являлось то, что Арат, являясь хорошим политиком, был весьма посредственным военачальником.
Реформы Филопемена в 208/207 годах до н. э. заключались в укреплении дисциплины армии и её вооружения по македонскому образцу. Филопемен снабдил пехоту классическим круглым щитом греческого гоплита (др.-греч. ασπισ), лёгкие копья заменил Сарисами македонского типа, вооружил пеших воинов полным комплектом защитных доспехов (шлем, панцирь, наголенники), научил их сражаться сомкнутой фалангой и для большей манёвренности распределил тяжёлую пехоту по тактическим подразделениям — спейрам (др.-греч. εις σπειρας). Значительная часть лёгкой пехоты пополнила фалангу. Были введены тактические учения войск на основе опыта эллинистических армий. После присоединения Мессении, Спарты и Элиды ахейцы могли выставить до 30—40 тысяч воинов, хотя на практике они никогда не собирали армию такой численности. Всё это сделало ахейскую армию достаточно сильной на Балканах.

## История Ахейского союза

### Возникновение Ахейского союза

Ахайя в древности

Первоначальным ядром Ахейского союза была Ахайя — отсталая область на севере Пелопоннеса. В Ахайе преобладали каменистые горы, отсутствовали хорошие гавани, не было больших, пригодных для сельского хозяйства земель. Она не играла значительной роли в истории Эллады V—IV веков до н. э. Население её маленьких общин преимущественно занималось сельским хозяйством. Здесь в древние времена образовался племенной союз двенадцати общин.
Этот союз был распущен в эпоху македонского завоевания Греции. Так, Александр Македонский установил в Пеллене тиранию Херона (в 335 году до н. э.). Кассандр ввёл гарнизоны в Патры, Эгион, Диму (314 год до н. э.), которых затем сменили гарнизоны Деметрия Полиоркета в 294 году до н. э. Официально союз был упразднён Антигоном Гонатом в 288 году до н. э.

### Возрождение и развитие Союза
В 280—279 годах до н. э. возник новый союз ахейских полисов. Воспользовавшись смутами в Македонии и её войной с Пирром, 3 ахейских городка Дима, Патры и Тритея возобновили свой союз. Через 5 лет к ним присоединились Эгион, Бура, Леонтий, Эгира, Пеллена, жители которых изгнали тиранов и македонские гарнизоны. Поначалу союзная организация была довольно рыхлой. Так, жители Патр участвовали в отражении похода кельтов на Дельфы (278/277 годы до н. э.) самостоятельно, а не совместно с другими ахейскими городами.
Превращение Ахейского союза в сильную политическую организацию началось с присоединения к ней крупных полисов с развитой торговлей и ремеслом. В 251 году до н. э. к ним примкнул Сикион, освобождённый от тирании Аратом. В 243 году до н. э. в Союз вошёл Коринф, из которого были изгнаны тиран и македонский гарнизон. В том же году присоединились Мегара, Трезен, Эпидавр. В 235 году до н. э. мегалопольский тиран Лидиад добровольно сложил с себя власть и присоединил свой город к Союзу. В этот период Ахейский союз захватил Герею, Стимфал, Клеоны, остров Эгину. В 229/228 годах до н. э. в Союз вошли города Аркадии Мантинея, Тегея, Орхомен. После смерти македонского царя Деметрия II, всячески поддерживавшего тиранов в Пелопоннесе, примеру Лидиада последовали тираны Аргоса, Гермионы и Флиунта.
На данном этапе развития цель Ахейского союза состояла в изгнании македонян из Пелопоннеса, в упразднении тирании и обеспечении свободы городов. Борьба с Македонией перешла за пределы собственно Пелопоннеса — так, при активном участии Арата, были освобождены Афины, которые, однако, присоединиться к ахейцам отказались. В Союз вошёл также остров Эгина.
Успехи ахейцев были тесно связаны с борьбой эллинистических монархий друг с другом. С самого начала Арат имел сильную поддержку у царей Египта Птолемеев Филадельфа и Эвергета, заинтересованных в ослаблении Македонии, регулярно получал от них финансовую помощь. Египетскому царю Птолемею Эвергету, в 242 году до н. э. ставшему официальным союзником ахейцев, было даже присвоено почётное звание «военачальника на суше и на море».

### Клеоменова война (229—222 годы до н. э.)
Поворотным моментом в истории Ахейского союза стала Клеоменова война (229—222 годы до н. э.), ставшая серьёзным испытанием, которого Союз не выдержал.
Объединив север Пелопоннеса, ахейцы обратили свои устремления на Спарту, находившуюся в глубоком упадке, но все ещё бывшую сильным государством. К тому времени в Спарте уже провалились реформы Агиса IV, на престол взошёл Клеомен III, проявивший себя опытным политиком и талантливым полководцем. В начавшейся войне Клеомен одержал убедительные победы в 227 году до н. э. при горе Ликее и при Ладокиях под Мегалополем, в которой пал ахейский полководец Лидиад, до того 3 раза занимавший должность стратега.
Укрепив победами своё влияние, Клеомен успешно осуществил переворот в Спарте и приступил к реализации социальных реформ. Были перебиты эфоры, а сам институт эфората — ликвидирован. Был осуществлен передел земли и уничтожены долговые обязательства, а также рассмотрен вопрос об иностранцах, которых должны были принять в гражданство. Число граждан увеличилось на 4 тысячи человек. Реорганизации подверглась спартанская система воспитания юношества.
Клеомен продолжил агрессивную политику — он разграбил окрестности Мегалополя, отторг от ахейцев Мантинею и вторгся в Ахайю. Победы и реформы Клеомена ознаменовалась социально-политическим брожением в городах Союза. Воспользовавшись этим, Клеомен овладел Клеонами, Флиунтом, Трезеной, Гермионой, опустошил земли Сикиона и захватил казну Аргоса. В 226 году до н. э. Клеомен разбил ахейцев при Гекатомбее.
Попытки договориться о мире ни к чему не привели — Клеомен потребовал гегемонию, на что правящие круги Союза пойти не могли, так как боялись реформ, аналогичных спартанским. Египет, исконный союзник ахейцев, был связан войной с Македонией и ничем помочь не мог. На союз со Спартой под лозунгом совместной борьбы с Македонией при условии потери гегемонии ахейцев Арат пойти не мог. Последняя попытка ахейцев и спартанцев договориться в Лерне провалилась из-за внезапной болезни Клеомена. Воспользовавшись задержкой, Арат укрепил своё влияние среди ахейцев и предъявил Клеомену унизительные и заведомо невыполнимые условия начала переговоров, тем самым расстроив мирный договор. Это вызвало всеобщее возмущение городов Союза. Теперь города, даже исконно ахейские, открывали ворота Клеомену, лишь стоило тому подойти к ним. Спартанцы заняли Коринф и осадили его крепость Акрокоринф. Начался распад Ахейского союза.
Арат фактически присвоил себе диктаторские полномочия. Угроза революционного движения на Пелопоннесе и страх потери богатства и влияния заставили Арата предать то, ради чего он боролся всю свою жизнь — свободу Эллады от Македонии. Получив отказ в помощи от Этолийского союза и Афин, Арат призвал на помощь македонского царя Антигона III Досона, который охотно откликнулся и явился с войсками на Пелопоннес, заняв Коринф в 223 году до н. э.
Клеомен допустил огромный просчёт тем, что во взятых им городах он не начал проводить раздел имущества и уничтожение долгов. Тем самым он показал, что стремится достичь не благополучия для народа, а только гегемонии Спарты. Это было роковой ошибкой — народ Пелопоннеса, обманувшись в своих ожиданиях, отвернулся от Клеомена. Города начали переходить под власть ахейцев и македонян. Война сопровождалась чудовищными разрушениями и резнёй — так, все жители мятежной Мантинеи были проданы ахейцами в рабство, город разграблен и переименован в Антигонию. Клеомен в свою очередь подверг жёстокому разгрому Мегалополь и опустошил земли Аргоса.
Клеомен для укрепления Спарты осуществил вторую реформу — за выкуп освободил 6 тысяч илотов, пополнив этим армию и казну, но силы были слишком неравны. В решающей битве при Селласии в 222 году до н. э. армия Клеомена потерпела сокрушительное поражение. Антигон Досон восстановил в Спарте старые порядки. Земли были возвращены прежним владельцам, восстановлен эфорат. Пелопоннес снова оказался во власти македонян, ставшими гегемонами образованного в 224 году до н. э. Эллинского союза, что свело на нет все усилия Ахейского союза за последние десятилетия.

### Союзническая война
В 220 году до н. э. Ахейский союз начинает войну с Этолийским союзом под предлогом защиты Мессении, вошедшей в Союз, от набегов этолийцев.
Причин войны было несколько. Образование Эллинского союза привело к тому, что Этолийский союз оказался блокированным со всех сторон территориями недружественного ему альянса: на севере это были Фессалия, Македония и Эпир, на востоке — Беотия, Фокида, Эпикнемидская Локрида, на западе — Акарнания и на юге — Ахейский союз. Союзниками этолян на Пелопоннесе остались только Элида и Фигалея, так как дружественно относившаяся к этолянам Мессения начала сближаться с ахейцами. Ахейцы усилиями Арата старались расширить свою федерацию, а Македония стремилась восстановить своё влияние в Средней Греции, серьёзно пошатнувшееся после неудачной Деметриевой войны (239—229 годы до н. э.).
Непосредственным поводом к войне послужили 2 инцидента. Первым была битва при Кафиях (220 год до н. э.), когда этолийцы, возвращавшиеся из грабительского похода, столкнулись с ахейским войском под командованием Арата и нанесли ему поражение. Второй инцидент случился в аркадском городе Кинефе, когда изгнанники из числа сторонников Клеомена вернулись в свой город и устроили переворот, сдав его этолийцам. Этолийцы кроме захвата, разграбления и разрушения Кинефы предприняли набег на аркадский Клейтор при полном бездействии Арата. Инициаторами войны, объявленной на синедрионе в Коринфе, были ахейцы. Филипп V вступил в войну не сразу, а уже после её объявления этолийцам согласно договору о взаимопомощи.
Война, названная Союзнической, развернулась на обоих берегах Коринфского залива, сопровождалась страшными опустошениями, захватом большого числа рабов и ограблением храмов.
Положение Ахейского союза в начале войны было затруднительным. Этолийцев поддержали Элида и Спарта, вышедшая из Союза после произошедших насильственным путём изменений. В городе окрепли силы, враждебные ахейцам и Македонии — сторонники царя Клеомена. С помощью спартанской молодёжи во время ритуального жертвоприношения заговорщики перебили эфоров и проахейских геронтов, других же изгнали из города. На царствование был поставлен лакедемонянин Ликург, который провёл серию военных походов в Аркадию, Арголиду и Мессению, осаждая ближайшие города. Ахейский союз оказался под угрозой вторжений одновременно и с севера — со стороны этолийцев, и с юга — со стороны Спарты.
Ахейские стратеги — Арат, его сын Арат Младший и Эперат — продемонстрировали полную неспособность к ведению войны с этолийцами, совершавшими свои рейды с территории Элиды. В ходе трёхлетней войны дело дошло до того, что ахейские города Димы, Патры и Тритея в 217 году до н. э. постановили не выплачивать взносы в общую казну, а на эти средства самостоятельно набрать наёмников для своей защиты. Фактически, затевая войну, Арат предполагал вести её силами македонян, и задержка Филиппа V в Акарнании привела к серьёзным разногласиям между Ахейским союзом и Македонией.
Филипп V пришёл ахейцам на помощь зимой 219 года до н. э., явившись на Пелопоннес, серией быстрых ударов нанеся поражение этолийцам и их союзникам и создав сферу македонского влияния.
После неудачных действий на острове Кефалления, успешного рейда в Этолию и разгрома этолийской столицы Ферм, Филипп снова неожиданно прибыл на Пелопоннес, подвергнув Элиду и Лаконику страшному опустошению. Спартанцы во главе с Ликургом дали бой Филиппу, но потерпели поражение от вспомогательных войск македонян, были оттеснены обратно в город и не решились на повторную битву.
Кроме того, в ходе войны македоняне взяли Фивы Фтиотидские в Фессалии, переименовав город в Филиппополь и продав всех его жителей в рабство, а также нанесли поражение дарданам на северных границах Македонии.
Война закончилась в 217 году до н. э. на условиях довоенного положения. Ахейский союз укрепил своё влияние на Пелопоннесе, Этолийский союз был серьёзно ослаблен войной и прекратил свои грабительские рейды, Македония укрепила своё положение гегемона, создала ряд опорных военных пунктов на западе Греции и приобрела некоторые территории на Пелопоннесе.

### 1-я Македонская война

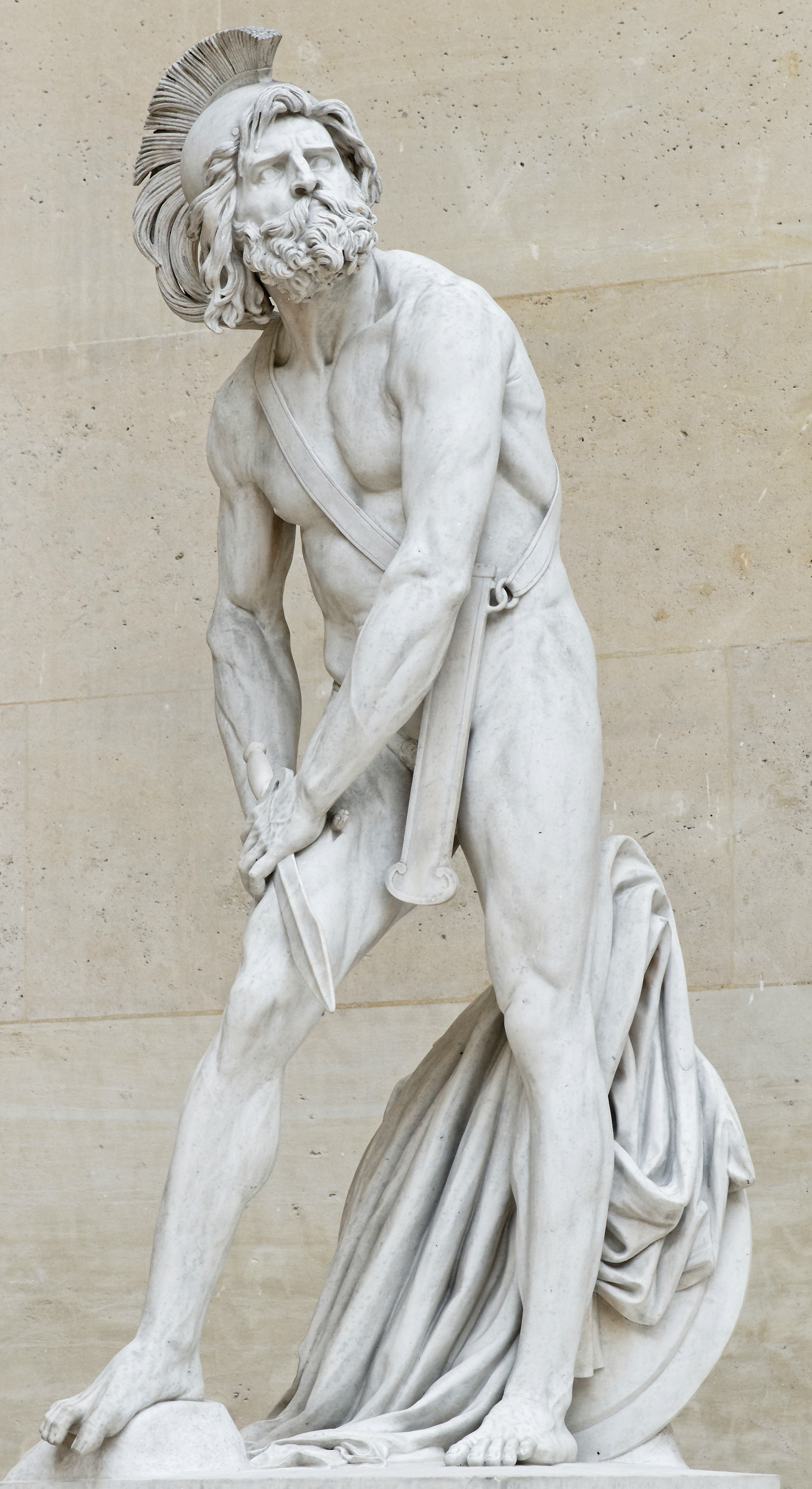
Филопемен (статуя в Лувре)

В 1-й Македонской войне (215—204 годы до н. э.), которую можно назвать Второй Союзнической, силы Македонии были нейтрализованы враждебной ей коалицией (Этолийский союз, Элида, Спарта, Мессения, Пергамское царство), созданной римской дипломатией. Сами римляне, занятые войной с Ганнибалом, активных военных действий в Греции не вели. На Пелопоннесе было неспокойно — с поражением Клеомена не были устранены основные причины народного движения, и через несколько лет в Спарте возобновилась прежняя борьба. В 210 году до н. э. после смерти Ликурга к власти пришёл представитель партии реформ тиран Маханид. Ахейский союз, опасаясь этолийцев и спартанцев, снова сблизился с Македонией. Маханид вместе с этолийцами начал войну с ахейцами, захватив Тегею и предприняв ряд военных походов. Война с Маханидом отличалась небывалым ожесточением, но в 207 году до н. э. стратег Филопемен собрал все войска Союза и разбил Маханида под Мантинеей исключительным напряжением сил, сам Маханид был убит Филопеменом в бою.
После Маханида власть в Спарте в 207 году до н. э. перешла к Набису, которого причисляли к царскому роду Эврипонтидов. Набис был продолжателем реформ Клеомена. С целью увеличения государственной казны для создания крупной боеспособной армии и выхода Спарты из глубокого кризиса, тиран использовал имущество богатых лакедемонян, применяя дипломатию, если это было эффективно. В противном случае Набис не останавливался на пытках, изгнании и казни для добытия средств для Спарты. Конфискованное имущество помимо основных государственных нужд делилось между беднейшими спартиатами, лаконцами, наёмниками и даже илотами. Набис усилил армию, а также флот, с помощью которого он добывал средства на море, в том числе занимаясь пиратством. Особенно успешные военные действия Набис провёл на острове Крит, где помимо денег Спарта захватила некоторые города, тем самым увеличив свою армию критянами. Попытка Набиса овладеть Мессенией вначале имела успех, но это привело Спарту к новому военному столкновению с Ахейским союзом. Итогом войны стал непрочный мир, а в выигрыше остались римляне, которые выступали против Македонии под видом защитников греческой независимости, что снискало им популярность среди греческого населения.

### 2-я Македонская война

Греция и Македония в 200 году до н. э.

Ведя с Македонией вторую войну, Рим заручился поддержкой сначала в 199 году до н. э. Этолийского союза, а в 198 году до н. э. — и Ахейского. Причина предательства ахейцев заключалась в том, что Македония уже не могла выполнять основные свои функции — защиту Эллады от варварских вторжений с севера, в частности, иллирийцев, и защиту олигархических кругов Ахейского союза от народных выступлений. Филипп, напротив, сам потребовал помощи у ахейцев, что уже не отвечало их интересам. Поэтому Македония стала не нужна Ахейскому союзу, и его правители обратили свои симпатии к Риму, который усмирил Иллирию и мог поддержать господство ахейских рабовладельцев. Среди ахейцев появилась быстро усиливавшаяся проримская партия, а её лидер Аристен стал стратегом вместо промакедонски настроенного Киклиада, вынужденного покинуть Ахайю.
Филиппа V крайне встревожило такое отношение к нему ахейцев. Он боялся их отпадения и потому пошёл на уступки, обещая возвратить им некоторые города. Но римляне частью уговорами и обещаниями, частью силой сумели перетянуть ахейцев на свою сторону. В этом отношении важным событием было совещание Ахейского союза в Сикионе 198 года до н. э., которое проходило по инициативе римлян. В это время римский флот вместе с союзными пергамской и родосской эскадрами вели подготовку к нападению на Коринф, по-прежнему занятый македонским гарнизоном. Римский консул обещал отдать Коринф ахейцам, если они порвут с Македонией. Ахейцы были поставлены перед жёстким выбором: Союзу угрожали агрессивный и опасный Набис и римский флот, но удерживал союз с Македонией, которая часто оказывала ахейцам существенную военную поддержку. Ha совещании в Сикионе ахейцы внимали речам послов Македонии, Рима и римских союзников без какого-либо воодушевления и обычно отвечали на них молчанием. Чтобы склонить ахейцев к альянсу с римлянами стратегу Аристену пришлось приложить значительные усилия, при этом промакедонски настроенные представители Димы, Мегалополя и Аргоса покинули собрание до голосования.
Переход Ахейского союза в антимакедонский лагерь заставил Филиппа сделать попытку договориться с внутренними врагами ахейцев, в результате чего он удержал за собой Аргос и Коринф. Однако поворот политики Филиппа в сторону союза с демократическими силами ахейцев и недолгий союз с Набисом ни к чему не привели. Получив от македонского царя Аргос, опасавшийся римлян Набис заключил с ними союз. Набис примкнул к антимакедонской коалиции, что римляне в данный момент только приветствовали, поскольку это отвечало их основной цели — победе над Македонией. Для заключения союза с римлянами Набис временно отказался от войны с ахейцами и предоставил римлянам вспомогательные войска — шестьсот критян.
После поражения Македонии в 197 году до н. э. в битве при Киноскефалах победитель Филиппа V Тит Квинкций Фламинин на Истмийских Играх торжественно объявил о «свободе эллинов».

### Война против Набиса
По окончании Второй Македонской войны Ахейский союз немедленно обратился против Спарты и потребовал от греков, а главное — от римлян, представителем которых был Тит Квинций Фламинин, чтобы они, под предлогом «освобождения» греческих городов от тирании, объявили Набису войну. В 195 году до н. э. объединённая римско-ахейская армия, усиленная воинскими контингентами многих городов Греции и даже македонским отрядом, во главе с Фламинином двинулась на Спарту. У самой Спарты произошла битва, в которой лакедемоняне были отброшены обратно в город. Римская армия опустошила Лаконику, а римско-ахейский флот осадил важнейший порт Лаконики Гитий. Осаждённый как с моря, так и с суши, упорно сопротивлявшийся Гитий всё же капитулировал.
Отрезав Набиса от моря, Фламинин, имея около пятидесяти тысяч воинов в союзной армии, взял Спарту в кольцо. Набису были предложены очень тяжёлые условия мира, поэтому переговоры успеха не имели, и союзная римско-ахейская армия со всех сторон обрушилась на спартанцев. В ходе ожесточённого штурма в некоторых крепостных укреплениях образовались проломы, куда и устремились римляне. В сражении приняли участие спартанские женщины и старики, скидывавшие на легионеров черепицу с крыш домов. Положение к лучшему для Спарты изменил полководец Набиса его зять Пифагор, который создал у пролома стены пожар. Опасаясь окружения и гибели в огне, римляне отступили из города.
Несмотря на стойкое сопротивление, противостоять таким крупным силам Набис не мог и вынужден был заключить мир, выгодный ахейцам и римлянам. По договору Спарта потеряла Аргос, все подвластные ей города на побережье Пелопоннеса и владения на Крите. Владения Набиса теперь ограничивались только Спартой, но уже в 192 году до н. э. тиран Лакедемона снова выступил против ахейцев. Спартанцы штурмом вернули крепость Гитий и разбили Филопемена в морском бою, но на этом подъём Набиса закончился, он дважды потерпел поражение в сухопутных сражениях в Лаконике от Филопемена, а затем окончательно был разбит им недалеко от Спарты.
Попытка Набиса в будущем взять реванш не состоялась, во время военного смотра своего войска тиран был предательски убит своими союзниками этолийцами под предводительством Алексамена. Спарта, царская власть в которой была окончательно упразднена, в очередной раз была присоединена к Ахейскому союзу. Одновременно со Спартой были присоединены Элида и Мессения.
Таким образом, в Ахейский союз вошёл весь Пелопоннес. Следует заметить, что пребывание в составе Союза было тягостным для Спарты, и в ней неоднократно проходили выступления против ахейцев. После очередной смуты в 188 году до н. э., когда спартанцы попытались захватить приморский городок Лас, Спарта была сурово наказана Филопеменом — городские стены снесли, старые порядки Ликурга были отменены, были введены ахейские порядки, большая часть Лаконики отдана во владение Мегалополю.

### Поход Антиоха в Элладу (195 год до н. э.)
Селевкидский царь Антиох III, возродивший могущество своей державы, стремился поставить под свой контроль Элладу. Рассчитывая воспользоваться недовольством народных масс политикой Рима, Антиох с небольшими силами в 195 году до н. э. переправился в Европу. Однако на его сторону твёрдо встали только Этолийский и Беотийский союзы. Ахейцы и даже Филипп V, недовольный малой поддержкой Антиохом Македонии во время 2-й Македонской войны, поддержали римлян, причём Филипп разрешил проход римским войскам через территорию Македонии и снабдил их провиантом. В итоге Антиох III потерпел полное поражение при Фермопилах и был вынужден оставить Балканы.
Победа в войне с Антиохом привела к тому, что позиции Рима на Балканах заметно усилились. Римский сенат начал выступать арбитром во многих внутригреческих делах, например, во взаимоотношениях Ахейского союза с Мессенией и Спартой. Теперь греческие государства решали свои споры в римском сенате.
В 183 году до н. э. от Союза отпала Мессения, управляемая олигархами во главе с Динократом. Рим, для которого чрезмерное усиление Союза было невыгодно, отказал в помощи. Филопемен, в 8-й раз избранный стратегом, выступил на подавление восстания, но был взят в плен и убит. Военный поход стратега Ликорта в 182 году до н. э. снова присоединил Мессению к Союзу. В качестве наказания от Мессении был отторгнут ряд городов (Абия, Турия, Феры), вошедших в Союз уже как отдельные полисы.
В 181/180 годах до н. э. более умеренная партия Ликорта была оттеснена от руководства Союзом на целых десять лет, а к власти пришла демократическая партия Калликрата, который был выбран стратегом и действовал в русле желаний римского сената. В частности, стараниями Калликрата римский сенат начал действовать таким образом, чтобы в греческих полисах и в Ахейском союзе всемерно усиливать ту партию, которая заискивала бы перед римлянами и выполняла их требования.

### 3-я Македонская война
В сложный период, предшествовавший 3-й Македонской войне, Персей, последний царь Македонии, уже не мог опираться на ахейскую олигархию, давно ориентированную на Рим, и поэтому начал заигрывать с ахейскими демократами. Внутри Греции в 173—172 годах до н. э. борьба промакедонских и проримских партий достигает особого напряжения в Этолии, Фессалии и Беотийском союзе и в известной мере носит социальный характер. Римлянам удалось путём демагогии, угроз и репрессий удержать в повиновении все греческие полисы. Римские эмиссары создали в Союзе крайне напряжённую обстановку, агитируя против Персея и одновременно разжигая вражду между отдельными полисами, в частности, между ахейцами, мессенцами и элейцами.
Несмотря на свои громкие заявления, ахейцы не торопились выступить на помощь римлянам против Персея, которому в начале войны сопутствовал некоторый успех. Суть ахейской политики заключалась в том, чтобы «не помогать ни Персею, ни римлянам, но и не противодействовать никому из них». Ахейцы рассчитывали, что римляне и македоняне взаимно нейтрализуют друг друга, что позволило бы Союзу упрочить своё положение на Балканах и вести сравнительно независимую политику. Римляне были недовольны нейтралитетом ахейских лидеров в 3-й Македонской войне и предъявили ряд обвинений в адрес партии Ликорта (Ликорт, Архон, Аполлонид, Стратий и др.), пришедшей к власти в 175 году до н. э. и старавшейся проводить собственную независимую политику. Чтобы отвергнуть подозрения римлян, Союз выделил тысячу воинов для охраны Халкиды на Эвбее и незначительное войско в полторы тысячи легковооружённых воинов. Позднее, под давлением римлян, ахейцы отправили к консулу Квинту Марцию Филиппу в Фессалию армию, но она уже не потребовалась. Персей, не сумевший получить поддержку греческих городов, оказался практически изолированным и был разгромлен в 168 году до н. э. в битве при Пидне. Усилиями будущего историка Полибия, сына Ликорта, ахейцы были избавлены от необходимости послать в яростно сопротивлявшийся римлянам Эпир своих воинов и расходов в 100 талантов.
Расправа римлян с Македонией и Эпиром, вмешательство во внутренние дела греческих полисов резко изменили отношение греков к Риму. Социальная и политическая борьба в греческих городах теперь приобрела характер борьбы против римского господства. После 3-й Македонской войны в Ахейском союзе усилилась деятельность проримской партии Калликрата, которая спровоцировала обвинение римским сенатом их политических противников в симпатии к македонянам, и в 167 году до н. э. большая группа ахейских политических деятелей (не менее тысячи, в том числе и Полибий) была интернирована в Италии и расселена по городам Этрурии. Не более трёхсот оставшихся из них в живых возвратились домой только спустя 17 лет, когда римский сенат счёл их более неопасными.
В 149 году до н. э. началось восстание Андриска (Лжефилиппа), сумевшего объединить всю Македонию и уничтожить стоявший там римский легион. Выступление македонян было с сочувствием встречено народом Эллады, что вынудило Андриска разделить свои силы и вторгнуться в Фессалию для поддержки революционного движения. По требованию Рима Ахейский союз совместно с пергамцами принял участие в подавлении восстания Андриска, послав в Фессалию военный экспедиционный корпус. Вскоре Андриск был разбит, и Македония была превращена в римскую провинцию.

### Падение Ахейского союза

Ахейский союз в районе 150 года до н.э.

С уничтожением Македонии и укреплением на Балканах Рим перестал нуждаться в услугах Ахейского союза и счёл излишним дальнейшее существование на Пелопоннесе крупного политического объединения. Борьба за Ахейский союз, в котором в клубок сплелись внутренние и внешние противоречия, была долгой и весьма напряжённой. Римляне играли на социальных противоречиях внутри самого Союза. Поддерживаемые ахейскими олигархами — богачами и крупными рабовладельцами — римляне действовали против демократических элементов из числа свободных граждан и вольноотпущенников. Римские эмиссары также подогревали старинные противоречия между входящими в состав Союза полисами, в частности, между ахейцами, мессенцами и элейцами.
Римлянам удалось обессилить Ахейский союз и подготовить его завоевание.
Вскоре после падения Македонии в руководство Ахейского союза приходят враждебные Риму демократические силы (Диэй, Критолай, Дамокрит и др.), сделавшие попытку облегчить положение демоса отсрочкой уплаты долгов.
Поводом к открытому столкновению Рима с Ахейским союзом послужил очередной конфликт ахейцев со Спартой. Разногласия между стратегами Союза спартанцем Меналкидом и мегалопольцем Диэем из-за дележа взятки, полученной Меналкидом от жителей беотийского Оропа, привели к новой междоусобной войне. Партия Дамокрита, Критолая и Диэя попыталась вновь присоединить Спарту к Союзу. Потерпев поражение и не имея сил противостоять ахейцам, спартанцы обратились к посредничеству Рима. В 147 году до н. э. в Коринф прибыл римский посол Луций Аврелий Орест. Орест имел поручение Сената поддержать Спарту и ослабить неприязнь ахейцев к Риму, но его миссия привела к обратному результату. Римский посол через глашатая объявил декрет Сената об исключении из Союза городов, не родственных по крови ахейцам: Спарты, Аргоса, Орхомена и даже Коринфа. Исполнение этого декрета превратило бы Ахейский союз во второстепенное государство.
Декрет Сената об «освобождении городов» вызвал среди ахейцев взрыв возмущения. Большая часть собравшихся демонстративно покинула собрание. В Коринфе начались волнения, ахейские демократы начали избивать спартанцев и громить дома сочувствовавших римлянам. Римское посольство спешно покинуло Коринф и вернулось в Рим, а Орест сообщил Сенату об оскорблении ахейцами римских послов. Сенат постановил отправить к ахейцам второе посольство во главе с Секстом Юлием Цезарем, о котором шла молва как об осторожном и разумном человеке. Посольство Цезаря действовало более мягко и дипломатично. В своей речи Цезарь уговаривал ахейцев последовать совету Рима, но также не добился успеха. Ахейские вожди Критолай и Диэй провели через собрание постановление не выносить сейчас никакого решения, обсудить ситуацию через 4 месяца и направить посольство в Рим с докладом об обстановке в Ахейском союзе.
После отъезда римского посольства в Союзе началась настоящая революция. Критолай и Диэй повели энергичную агитацию против Рима. Стратег Критолай искал опоры в народных массах, для чего отменил долги. Движение приобрело социальный характер, в котором Ахейский союз был поддержан Беотией, Локридой и Фокидой. В своих выступлениях на собраниях в различных городах лидеры Союза вскрывали истинные цели римской дипломатии в разделении Ахейского союза на отдельные города с дальнейшем их подчинением, как совсем недавно была подчинена Македония. Агитацию против Рима ахейские вожди связывали с выступлениями против собственной плутократии: они отменили долги, провозгласили передел земель, объявили свободу рабам и т. д. Они также указали собранию на то, что Рим связан тяжёлыми войнами с Карфагеном и галлами и несёт потери.
Третье посольство римлян во главе с Гнеем Папирием выступало перед собранием, представленным в основном ремесленниками, и было встречено насмешками и оскорблениями, после чего война стала неизбежной.
Стратегом Ахейского союза в 147 году до н. э. стал Критолай. Его соратник Диэй предпринял самые решительные меры по подготовке к войне. Он мобилизовал все силы на оборону страны, объявил всеобщий набор в войско, обложил богатых граждан высоким налогом, объявил свободу 12 тысячам рабов, рождённых в Элладе и т. д. Самые ярые сторонники римлян за исключением откупившихся были казнены.
Таким способом Диэю удалось собрать значительное войско. Однако общее состояние Ахейского союза было весьма непрочным. Силы ахейского населения были истощены, из-за массового призыва рабов в армию было расстроено и пришло в упадок производство, общее настроение в Союзе было подавленным, народ пребывал в печали и унынии.
Тяжёлой политической и психологической обстановкой в Союзе воспользовались сторонники олигархии, которые симпатизировали Риму. Ахейские богачи смотрели на римлян как на избавителей от всех бед и встречали римских граждан радостными криками с ветвями олив в руках.
Силы Рима и Ахейского союза были несопоставимы. В войне, которую римляне позднее назвали Коринфской или Ахейской, ахейцы не смогли удержать Фермопилы и потерпели поражение в сражении у Скарфея в Локриде, в котором погиб Критолай. Отряд из Патр был истреблён в Фокиде, аркадское войско — близ Херонеи. Отряд у Мегары разбежался при виде римских легионов.
Генеральное сражение между римскими и ахейскими войсками произошло при Левкопетре на Истме близ Коринфа в 146 году до н. э. Ахейская армия, по численности уступавшая римлянам вдвое, частью погибла или рассеялась, частью была взята в плен. Её командующий Диэй бежал в свой родной город Мегалополь и там покончил жизнь самоубийством. В качестве наказания за сопротивление римлянами был захвачен и уничтожен Коринф — последний крупный торговый конкурент римлян в Средиземноморье. Победитель греков Луций Муммий принял когномен Ахейский.
Таким образом, Ахейский союз повторил судьбу македонян и этолян. Благодаря дипломатии Рим в своей политике на Балканах полностью использовал стратегию «разделяй и властвуй». Вначале в союзе с ахейцами и этолийцами была разгромлена Македония, далее ослаблена Спарта, пал Этолийский союз, и затем пришла очередь ахейцев.
После поражения Ахейский союз перестал существовать, все союзы Греции были распущены, а Греция окончательно утратила самостоятельность, превратившись в римскую провинцию под управлением наместника Македонии. Призрачную независимость сохранили только Спарта и Афины в знак памяти к их былой славе.

## Стратеги Ахейского союза
- 256—255 Марг
- 245—244 Арат (1-й срок)
- 244—243 Диод
- 243—242 Арат (2-й срок)
- 242—241 Эгиалай
- 241—240 Арат (3-й срок)
- 239—238 Арат (4-й срок)
- 237—236 Арат (5-й срок)
- 236—235 Диой
- 235—234 Арат (6-й срок)
- 234—233 Лидиад (1-й срок)
- 233—232 Арат (7-й срок)
- 232—231 Лидиад (2-й срок)
- 231—230 Арат (8-й срок)
- 230—229 Лидиад (3-й срок)
- 229—228 Арат (9-й срок)
- 228—227 Аристомах
- 227—226 Арат (10-й срок)
- 226—225 Гипербат I, Тимоксен (1-й срок)
- 225—224 Арат (11-й срок)
- 224—223 Тимоксен (2-й срок)
- 223—222 Арат (12-й срок)
- 221—220 Тимоксен (3-й срок)
- 220—219 Арат (13-й срок)
- 219—218 Арат Младший (1-й срок)
- 218—217 Эперат
- 217—216 Арат (13-й срок)
- 216—215 Арат Младший (2-й срок)
- 215—214 Арат (14-й срок)
- 214—213 Арат Младший (3-й срок)
- 209—208 Киклиад (1-й срок)
- 208—207 Филопемен (1-й срок)
- 206—205 Филопемен (2-й срок)
- 201—200 Филопемен (3-й срок)
- 200—199 Киклиад (2-й срок)
- 199—198 Аристен (1-й срок)
- 198—197 Никострат (стратег)
- 195—194 Аристен (2-й срок)
- 193—192 Филопемен (4-й срок)
- 191—190 Диофан
- 190—189 Филопемен (5-й срок)
- 189—188 Филопемен (6-й срок)
- 187—186 Филопемен (7-й срок)
- 186—185 Аристен (3-й срок)
- 185—184 Ликорт (1-й срок)
- 184—183 Архон (1-й срок)
- 183—182 Филопемен (8-й срок), Ликорт (2-й срок)
- 182—181 Ликорт (3-й срок)
- 180—179 Ликорт (4-й срок)
- 179—178 Гипербат II
- 178—177 Калликрат
- 175—174 Ксенарх
- 172—171 Архон (2-й срок)
- 170—169 Архон (3-й срок)
- 151—150 Меналкид
- 150—149 Диэй (1-й срок)
- 149—148 Дамокрит
- 148—147 Диэй (2-й срок)
- 147—146 Критолай, Диэй (3-й срок)